# آرنه هانسن
آرنه هانسن (بالنرويجية البوكمول: Arne Hanssen)‏ (6 فبراير 1944 في النرويج - ) هو مصرفي ولاعب كرة قدم نرويجي في مركز الهجوم. لعب مع نادي بودو/غليمت ونادي روسنبورغ.

## وصلات خارجية
- آرنه هانسن على موقع قاعدة بيانات كرة القدم.إي يو (الإنجليزية)